# Psychotria nebulosa
Psychotria nebulosa är en måreväxtart som beskrevs av Kurt Krause. Psychotria nebulosa ingår i släktet Psychotria och familjen måreväxter. Inga underarter finns listade i Catalogue of Life.